# Brian Schatz

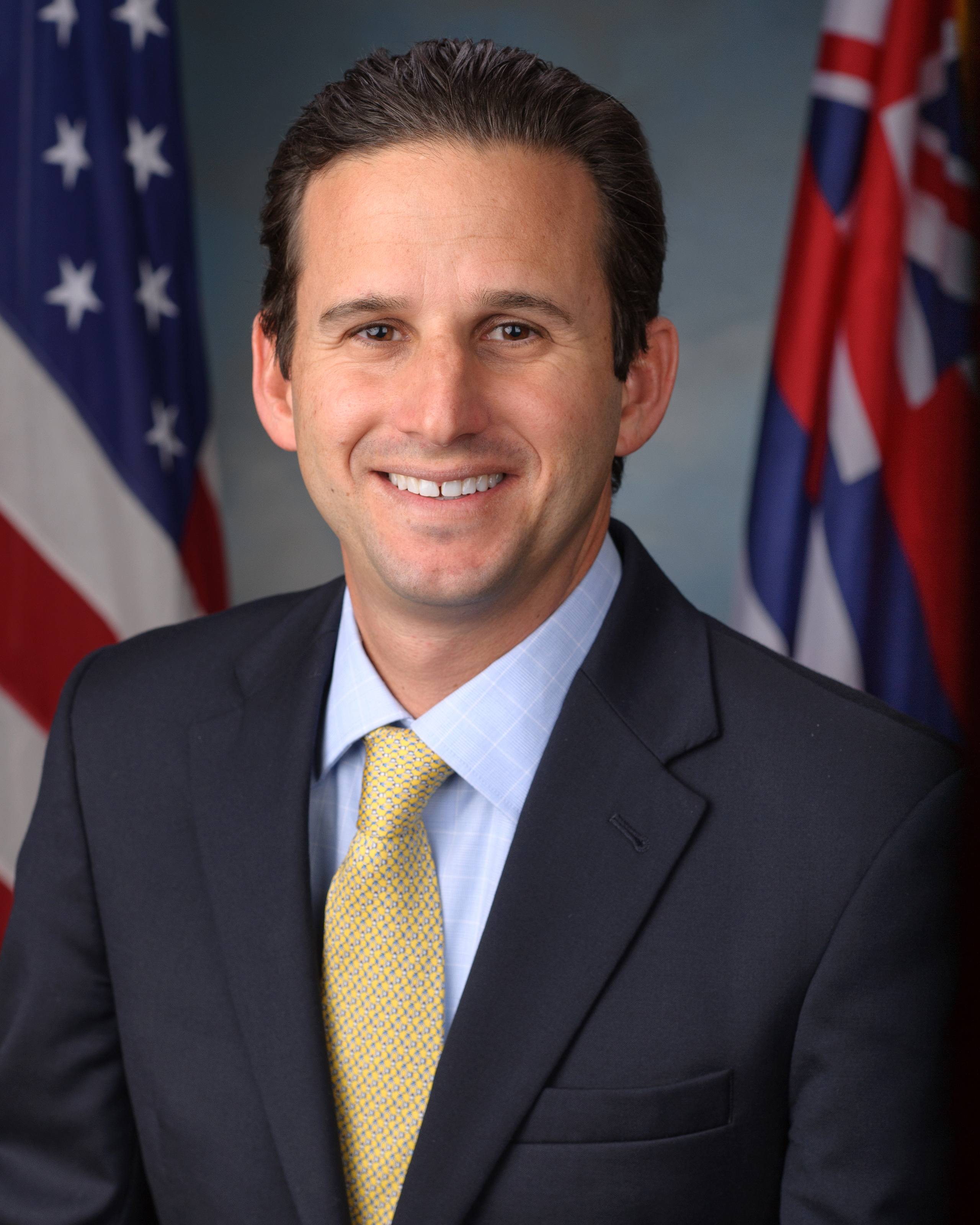
Brian Schatz (2013)

Brian Emanuel Schatz (* 20. Oktober 1972 in Ann Arbor, Michigan) ist ein US-amerikanischer Politiker, Mitglied der Demokratischen Partei. Vom 6. Dezember 2010 bis zum 26. Dezember 2012 war er Vizegouverneur von Hawaii. Seit dem 27. Dezember 2012 sitzt er als Nachfolger für den verstorbenen Daniel Inouye im US-Senat.

## Frühe Jahre und Privates
Brian Schatz wurde als Sohn des Kardiologen Irwin Schatz (1931–2015) in Ann Arbor im Bundesstaat Michigan geboren; er hat einen Zwillingsbruder sowie zwei weitere Brüder. Im Alter von zwei Jahren zog die Familie nach Hawaii. Dort besuchte er die Punahou School, die zeitweise auch Barack Obama besuchte. Für sein Philosophiestudium ging Schatz an das Pomona College in Claremont in Kalifornien. Ein Semester verbrachte er in Kenia. Mit einem Bachelor of Arts schloss Schatz das Studium ab.
Vor seiner Wahl zum Vizegouverneur von Hawaii war Schatz CEO der Makiki Community Library, des Center for a Sustainable Future und von Helping Hands Hawaii, einer karitativen Einrichtung in Oʻahu.
Verheiratet ist er mit Linda Kwok Kai Yun Schatz. Gemeinsam haben sie den Sohn Tyler und die Tochter Mia.

## Politische Karriere
Im Jahr 1998 wurde Schatz in das Repräsentantenhaus von Hawaii gewählt. Die Wiederwahl gelang ihm in den Jahren 2000, 2002 und 2004. 2006 schied er aus dem Repräsentantenhaus aus und kandidierte stattdessen für einen Sitz im US-Repräsentantenhaus als Nachfolger von Ed Case. Bei der Vorwahl der Demokraten konnte er sich allerdings nicht gegen Mazie Hirono durchsetzen, die später die Hauptwahl auch gewann.
Nachdem Barack Obama seine Präsidentschaftskandidatur für 2008 ankündigte, war Schatz einer seiner ersten Unterstützer, und Obama bestimmte ihn zum Sprecher seines Wahlkampfes in Hawaii.
Im April 2008 kandidierte Schatz für den Vorsitz der Demokratischen Partei in Hawaii. Beim Parteitag im Mai 2008 wurde er gewählt. Unter seiner Führung ging die Demokratische Partei von Hawaii in den Präsidentschaftswahlkampf des Jahres 2008. Obama konnte Hawaii mit 73 % der Stimmen gewinnen, der höchste Stimmenanteil Obamas in einem Bundesstaat.
Als Running Mate von Neil Abercrombie kandidierte Schatz bei der Gouverneurswahlen 2010 in Hawaii. Das Duo konnte sich mit 57,8 % der Stimmen durchsetzen.
Nach dem Tod des langjährigen Senators Daniel Inouye im Dezember 2012 war es nach den Gesetzen des Bundesstaates Hawaii die Aufgabe des Gouverneurs, also Abercrombies, einen Nachfolger bis zur Nachwahl 2014 zu ernennen. Inouye selbst hatte in einem Brief an Abercrombie kurz vor seinem Ableben den Wunsch geäußert, Colleen Hanabusa, Vertreterin des 1. Kongressdistrikts von Hawaii im US-Repräsentantenhaus, als seine Nachfolgerin zu ernennen. Abercrombie kam dem Wunsch Inouyes nicht nach und ernannte am 26. Dezember 2012 seinen Vizegouverneur zum Nachfolger. Schatz wurde am 27. Dezember in Washington, D.C. von US-Vizepräsident Joe Biden eingeschworen und hatte das Amt zunächst bis zur Nachwahl im November 2014 inne. Bei der Nachwahl am 4. November 2014 konnte sich Schatz gegen den Republikaner Campbell Cavasso mit 69,8 % der Stimmen durchsetzen.  Damit konnte Schatz die Amtsperiode von Inouye zu Ende führen. Da er im Jahr 2016 in seinem Amt bestätigt wurde, wird er auch für die nächsten sechs Jahre seinen Staat im US-Senat vertreten. Seine neue Amtszeit läuft bis zum 3. Januar 2023.